# 麗島夢譚
『麗島夢譚』（うるわしじまゆめものがたり）は、安彦良和による日本の歴史漫画。『月刊COMICリュウ』（徳間書店）に2006年11月号から2012年9月号まで休載を多く挟みながら連載された。コミックスはリュウコミックス（徳間書店）から全4巻。
表題の「麗島」とはポルトガル人が台湾島に付けた名前「ポルトガル語: Formosa（麗しの島）」の意である。
夏目房之介は本作を『パイレーツ・オブ・カリビアン』までは行かないが、それに近い「荒唐無稽アクション歴史マンガ」と評している。

## あらすじ
松浦党の流れをくむ海賊の頭であった伊織は、スペインの軍艦に敗れて配下の者を全て失ったうえ捕らわれる。スペイン船にはミカ・アンジェロと天草四郎も捕らわれていた。先の島原の乱をミカ・アンジェロの手引きで生き延びた四郎はローマへおもむき、ローマ教皇に日本のキリシタンへの支援を申し出るつもりであった。しかし、ミカ・アンジェロ、実は松平伊豆守の命を受けた公儀隠密であり、支倉常長がローマ教皇宛てに残した支援の証拠を入手し、伊達政宗に謀反の疑いありとして伊達家を廃絶に追い込むことを目的としていた。
伊織らは、麗島の支配権確保をそれぞれに目論むオランダとスペインと争いに巻き込まれ、そこで宮本武蔵や台湾原住民の女族長（ガガ）とも知り合う。争いのさなか、明国の海軍大臣鄭芝龍が割り込み、オランダとスペイン双方を放逐する。
鄭芝龍は、天草四郎を亡くなった自身の息子・鄭森＝福松（日本名）だと思い込み、伊織、ミカ・アンジェロ、ガガといっしょに平戸島へ連れ帰る。
平戸では四郎が鄭森として日本に戻ったことを知った伊賀者との争いが起きた。平戸を訪れた松平伊豆守は、四郎の正体を暴くために大勢の隠れキリシタンの処刑を命じた。踏み絵を行えば処刑は回避できるのだが、隠れキリシタンは踏み絵を拒んで次々と処刑されていく。ついに四郎は「偶像礼拝禁止」の教義から踏み絵をしてもキリシタンとしては何ら問題が無いことを叫び、松平伊豆守に捕らえられそうになる。そこへ熊本藩へ召し抱えられていた宮本武蔵が現れ、四郎を鄭森として扱ったことで、松平伊豆守も事を納める。四郎は科挙を受けるために明国へと向かった。
時は流れ、明国は清国に滅ぼされようとしており、鄭成功となり国姓も授かっていた四郎は清国への抵抗運動のために麗島へ攻め入ろうと船団を率いて向かっていた。その船団の中には伊織、ミカ・アンジェロ、ガガもいた。

## 主な登場人物
松浦伊織
平戸松浦氏の庶子。平戸藩初代藩主である松浦鎮信の異母兄にあたる。宮本武蔵の養子である宮本伊織とは別人。
ミカ・アンジェロ
ウィリアム・アダムス（三浦 按針）の息子。日本名は三浦 按次郎（みうら あんじろう）。
松平伊豆守の命を受けた公儀隠密。
母は日本人ではなく西洋人であり、金髪碧眼の白人種。イギリス人を自称する。
天草四郎
本作では首実検にかけられたのは影武者の1人であり、ミカ・アンジェロの手引きで原城から落ちのびている。
宮本武蔵
島原の乱で老女の投石によって負傷したことにより、何か思うところがあり、台湾へやって来る。スペインの提督のレイピアと短剣との2刀流と戦い、これに勝つことで何やら得たらしく、一足先に日本へ戻る。
ガガ
漢字表記は我雅。台湾原住民であるカタガラン族の女族長。長らく「女族長（ヒメオサ）」と呼ばれる。
鄭芝龍に連れられて伊織、ミカ・アンジェロ、四郎が日本に戻る際に、いっしょに日本へついてくる。
名前を告げた後、ミカ・アンジェロからレディーの称号付きでレディー・ガガと呼ばれ、この呼ばれかたを気に入る。
鄭芝龍
明国の海軍大臣。日本人の田川マツを妻に持つ。伊織とも面識がある。

## 書誌情報
- 安彦良和 『麗島夢譚』 徳間書店〈リュウコミックス〉、全4巻
  1. 2009年01月20日発行 ISBN 978-4-19-950105-0
  2. 2010年09月18日発行 ISBN 978-4-19-950198-2
  3. 2011年04月04日発行 ISBN 978-4-19-950239-2
  4. 2012年12月13日発行 ISBN 978-4-19-950317-7